# 異識
異識（いしき）は、日本の漫画家。

## 来歴
2006年、『まんがタイムきらら』（芳文社）10月号より『あっちこっち』の連載を開始。2011年12月に同作のテレビアニメ化が決定し、2012年4月に放送。
『まんがタイムきらら』が2012年2月9日に発売された3月号にて通巻100号を迎えた記念に付属した別冊「まんがタイムきららいちまるまる」に寄稿。
2014年4月24日にみやびあきのの『はぢがーる』のドラマCDが発売され、封入された応援イラストに寄稿。
2014年6月、『コミック電撃だいおうじ』（KADOKAWA）Vo.10より『ゲーメイト』の連載を開始。同作は読み切りとして発表されたが、好評につき連載化。
2018年12月7日、『まんがタイムきらら』2019年1月号にて荒井チェリーの『三者三葉』が完結された際には、『きらら』の漫画家からの完結記念コメントレターが掲載され、コメントを寄せた。

## 作品リスト

### 漫画作品

#### 連載
- あっちこっち（『まんがタイムきらら』2006年10月号 - 連載中）
- ゲーメイト（『コミック電撃だいおうじ』Vol.5[6]、Vol.10[6] - ） - 不定期連載。

#### 読み切り
- 『ああっ女神さまっ』のアンソロジー寄稿作品（原作：藤島康介、『おかわりっ!! めがみさまっ!! 『ああっ女神さまっ』公式アンソロジー』2013年[8]）
- 『ディーふらぐ！』のアンソロジー寄稿作品（原作：春野友矢、『ディーふらぐ！』Blu-ray・DVD第5巻特典小冊子、2014年[9]）
- FateGOまんがアンソロ出張版（原作：TYPE-MOON、『Fate/Grand Order アンソロジーコミック STAR』2巻、2016年[10]） - 『Fate/Grand Order』のアンソロジー寄稿作品。

### 書籍
- 『あっちこっち』、芳文社〈まんがタイムKRコミックス〉2007年 - 刊行中、既刊10巻（2025年3月27日現在）
- 『ゲーメイト』、KADOKAWA〈電撃コミックスEX〉、既刊1巻（2017年6月27日現在）
  1. 2017年6月27日発売[11]、ISBN 978-4-04-892785-7

### その他
- ひだまりスケッチ×365（テレビアニメ、2008年）第5話イラスト
- かなめも（テレビアニメ、2009年）第5話イラスト
- ゴミ箱から失礼いたします（著：岩波零、MF文庫J、2009年[12] - 2010年[13]、全4巻）イラスト
- 夢喰いメリー 4コマアンソロジーコミック 1巻（2011年[14]）カバーイラスト
- 変・ざ・くらする〜む（著：築地俊彦、富士見ファンタジア文庫、2011年[15]）イラスト
- Aチャンネル アンソロジーコミック 1巻（2011年[16]）カバーイラスト[16]
- 艦隊これくしょん -艦これ- アンソロジーコミック 横須賀鎮守府編 5巻（2014年[17]）カバーイラスト
- ALDNOAH.ZERO アンソロジーコミック 3巻（2015年[18]）イラスト
- ゆゆ式（テレビアニメ〈BS11再放送版〉、2016年）第10話イラスト
- 三者三葉（テレビアニメ、2016年）第3話イラスト
- 三者三葉 アンソロジーコミック 1巻（2016年[19]）イラスト
- かぎなど（テレビアニメ、2021年）第3話イラスト